# أليانز فيلد
أليانز فيلد (بالإنجليزية: Allianz Field) هو ملعب كرة القدم في سانت بول، مينيسوتا، موطن نادي مينيسوتا يونايتد. اُنتهي من البناء في فبراير 2019، وافتتح الاستاد بعد شهرين في 13 أبريل 2019، مع استضافة مينيسوتا يونايتد نادي نيويورك سيتي. أُقيمت المباراة الافتتاحية لمنتخب الولايات المتحدة لكرة القدم في كأس الكونكاكاف الذهبية 2019 في ملعب أليانز فيلد في 18 يونيو 2019.